# خوزه آنتونیو ردوندو (بازیکن فوتبال)
خوزه آنتونیو ردوندو (انگلیسی: José Antonio Redondo؛ زادهٔ ۸ مارس ۱۹۵۳) بازیکن فوتبال اهل اسپانیا است.
از باشگاه‌هایی که در آن بازی کرده‌است می‌توان به باشگاه فوتبال اسپورتینگ خیخون اشاره کرد.
وی همچنین در تیم ملی فوتبال Spain B بازی کرده‌است.